# Аль-Наср (футбольный клуб, Каир)
Аль-Наср Каир (араб. نادي النصر القاهري‎) — египетский футбольный клуб, представляющий столицу страны Каир.
В первом своём сезоне в Египетской Премьер-лиге «Аль-Наср» принимает гостей на каирском стадионе Педро Спорт, вмещающем около 25 000 зрителей и служащей также домашней ареной для другого клуба Премьер-лиги «ЕНППИ».
Футбольный клуб был основан в 1958 году. До 2014 года клуб ни разу не поднимался в главную футбольную лигу Египта. В сезоне 2008/09 команда была близка к продвижению в элиту, лидируя в своей группе перед заключительным туром. Но сыграв вничью 2:2 с середняком турнира командой «Суэц Семент», «Аль-Наср» пропустил на первое место в итоговой таблице клуб «Эль-Харби», получивший продвижение. В сезоне 2013/14 «Аль-Наср», уверенно заняв первое место в своей группе, добился первого своего выхода в Премьер-лигу.

## Достижения
- Второй дивизион: 1

2013/14 (победитель одной из групп)